# Il passo degli apaches
Il passo degli apaches (Stage to Tucson) è un film del 1950 diretto da Ralph Murphy. Il film è conosciuto in Italia anche con il titolo La corriera della morte.
È un film western statunitense ambientato in Arizona con Rod Cameron, Wayne Morris e Kay Buckley. È basato sul romanzo del 1948  Lost Stage Valley di Frank Bonham.

## Produzione
Il film, diretto da Ralph Murphy su una sceneggiatura di Robert Creighton Williams, Frank Burt e Robert Libott e un soggetto di Frank Bonham (autore del romanzo), fu prodotto da Harry Joe Brown per la Columbia Pictures Corporation e girato nelle Alabama Hills a Lone Pine, nell'Iverson Ranch a Chatsworth e nel Red Rock Canyon State Park a Cantil, in California, da fine marzo a fine aprile del 1950. Il titolo di lavorazione fu  Lost Stage Valley.

## Distribuzione
Il film fu distribuito con il titolo Stage to Tucson negli Stati Uniti nel dicembre del 1950 al cinema dalla Columbia Pictures.
Altre distribuzioni:
- in Finlandia il 27 luglio 1951 (Vaununryöstäjäin jäljillä)
- in Svezia il 13 agosto 1951 (Dödspasset)
- in Francia l'11 gennaio 1952 (Les écumeurs des Monts Apaches)
- in Portogallo l'8 febbraio 1954 (A Diligência Fantasma)
- in Italia (Il passo degli apaches)
- in Spagna (Diligencia a Tucson)
- in Cile (Entre dos hombres)
- in Grecia (I amaxa tou thanatou)
- nel Regno Unito (Lost Stage Valley)
- in Brasile (O Roubo das Diligencias)

## Promozione
La tagline è: Hottest Haul In The West!.